# Monléon-Magnoac
Monléon-Magnoac település Franciaországban, Hautes-Pyrénées megyében. Lakosainak száma 408 fő (2022. január 1.). Monléon-Magnoac Aries-Espénan, Boudrac, Arné, Bazordan, Caubous, Cizos, Devèze, Gaussan, Laran, Lassales, Monlong és Villemur községekkel határos.

## Népesség
A település népességének változása:
| Lakosok száma | 445  | 436  | 678  | 439  | 425  | 419  | 414  | 412  | 408  |
|               | 2013 | 2015 | 2016 | 2017 | 2018 | 2019 | 2020 | 2021 | 2022 |